# 1449-1440 v.Chr.
De jaren 1449-1440 v.Chr. (van de christelijke jaartelling) zijn een decennium in de 15e eeuw v.Chr..

## Gebeurtenissen

### Egypte
- 1449 v.Chr. - De Egyptische kolonie Koesj betaalt schatting aan Thoetmosis III in Thebe.
- 1447 v.Chr. - Koning Thoetmosis III begint zijn achtste veldtocht in het noorden van Syrië.
- Het Egyptische leger verslaat koning Barattarna van het koninkrijk Mitanni aan de Eufraat.
- 1446 v.Chr. - Thoetmosis III onderdrukt een opstand in Syrië en plundert de Hurritische steden.
- 1445 v.Chr. - Thoetmosis III bestrijdt een bondgenootschap van de Mitanni bij Aleppo.
- 1444 v.Chr. - Thoetmosis III begint zijn tiende veldtocht in de Levant.

### Mesopotamië
- 1447 v.Chr. - Koning Barattarna wordt opgevolgd door Shaushtatar (1447 - 1410 v.Chr.) op de troon van Mitanni.

### Griekenland
- 1440 v.Chr. - Koning Kadmos (1440 - 1410 v.Chr.) is de stichter van de stad Thebe.

### Zuid-Amerika
- 1440 v.Chr. - In de Andes wordt voor het eerst metaal bewerkt, met name gereedschappen en goud.
- De Waywaka volksstam gaat zich bezighouden met deze technieken.

1499-1490 · 1489-1480 · 1479-1470 · 1469-1460 · 1459-1450 · 1449-1440 · 1439-1430 · 1429-1420 · 1419-1410 · 1409-1400 · >>